# Xystochroma echinatum
Xystochroma echinatum là một loài bọ cánh cứng trong họ Cerambycidae.